# Planctogystia gaedei
Planctogystia gaedei is een vlinder uit de familie houtboorders (Cossidae). De wetenschappelijke naam van deze soort is voor het eerst gepubliceerd in 1990 door Johan Willem Schoorl als vervangende naam voor Cossus fuscibasis Gaede, 1930.
De soort komt voor in Madagaskar.